# Madalbertus
Madalbertus († 18. November 857) war von 821 bzw. 843 bis 857 Abt des Steigerwaldklosters Megingaudshausen. Er taucht damit auch in der Äbtereihe von Münsterschwarzach auf, weil das Kloster Megingaudshausen als Vorgängerabtei gilt. 

## Das Kloster vor Madalbertus
Abt Madalbertus war der zweite Abt des Klosters Megingaudshausen im Steigerwald. Es war kurz zuvor, im Jahr 816, vom ostfränkischen Grafen Megingaud und seiner Frau Imma gegründet worden. Als östlichstes karolingisches Kloster sollte es die Missionierung der heidnischen Bevölkerungsgruppen vorantreiben. Benedikt von Aniane, der „Generalabt“ der fränkischen Klöster wurde als erster Vorsteher ausgewählt und brachte einige gallische Mönche mit nach Franken.

## Leben
Über das Leben des Abtes Madalbertus liegen nur sehr wenige Informationen vor. Heinrich Wagner ordnet ihn der Familie der Mattonen zu, für die die Abtei ursprünglich als Familienkloster errichtet worden war. Dies leitet Wagner aufgrund des Namens des Abtes ab: Namen, die mit der Silbe Madal- beginnen, werden zu „Matto“ abgekürzt, dem Leitnamen des Geschlechts. Vogt vermutet dagegen eine Herkunft aus dem heutigen Frankreich. Eventuell begann Madalbertus seine geistliche Laufbahn im Rheinland.